# Claudio Caramel
Claudio Caramel (Padova, 29 settembre 1957) è un architetto, designer e restauratore italiano.

## Biografia
Nasce a Padova nel 1957, da Sergio "Palmi" Caramel, architetto, (1925 - 1981) e Gabriella Mammi,(1932) maestra elementare. Cresce in una famiglia di artisti: il padre e suo fratello Angelo Caramel (1924 - 1971),  erano figli del pittore Giacomo Caramel.  Una storia singolare allargata a Grazia Bottani Caramel, sorella di Giacomo che esporrà alla Biennale di Venezia i suoi arazzi, a Bruno Darzino  Caramel, al prof. Luciano Caramel (1935 - 2022) storico e critico dell'arte. Frequenta la casa a Venezia di Campo San Giacomo dell’Orio fin da bambino e lì vede e ascolta pittori, artisti, poeti, critici che quotidianamente animavano di discussioni il soggiorno di casa Caramel. Testimone sia pur giovanissimo dei fermenti delle inquietudini di una generazione di artisti coevi di Angelo, Gustavo Boldrini, Saverio Rampin, Albino Lucatello, Carlo Hollesch, Pontini, Raul Shultz e molti altri. Dopo la scomparsa di Angelo (1971) e del padre Sergio (1981) si lega a GIacomo che dopo la perdita di due figli e della moglie resta praticamete solo a 91 anni. Aiuta il vecchio pittore nell'ordinamento dell'opera e degli scritti in preparazione della mostra antologica "Giacomo Caramel attraverso il 900" ai Musei civici di Treviso Museo Luigi Bailo. Collabora con la curatrice Luigina Bortolatto, con Franco Solmi, con Luciano Caramel, e soprattutto con Giuseppe Davanzo per l'allestimento. Diviene così uno dei testimoni di una stagione artistica veneziana, raccoglie documenti, disegni, testimonianze. Entra in contatto con Diego Birelli e con Franco Giacometti (GIacometti & Birelli), con Tobia Scarpa, con Romanelli, Perocco, Morucchio, Paolo Rizzi, Eugenio Manzato.
Dalla prematura scomparsa del padre Sergio Palmi Caramel (Monza, 22 novembre 1925 - Padova, 11 agosto 1981), architetto autore dal 1957 di edifici pubblici e privati inseriti nel PTRC, tutelati per la loro valenza culturale, inizia la sua carriera professionale con una propensione fin dagli esordi per la rigenerazione del costruito, per il restauro di palazzi vincolati, per la realizzazione "sartoriale" di residenze private, uffici e negozi, per lo studio della città, il disegno industriale e la grafica. Frequenta quotidianamente fin dal liceo lo studio, partecipa a progetti di edifici e ville cominciando dai ruoli di base (disegnatore a china) e apprendendo tecniche di rappresentazione del progetto in seguito soppiantate dalla rivoluzione digitale.
Nel 1995 la casa editrice L'Archivolto Milano pubblica un volume monografico nella collana I Menhir intitolato "Giacomo, Angelo, Sergio, Claudio Caramel attraverso il ‘900”, curato da Silvio San Pietro e Camilla Zanuso, con testi di Virginio Briatore.
In seguito uscirà una seconda monografia che documenta l'opera del decennio 1995-2005 attraverso gli scatti di due fotografi veneziani, dapprima Paolo Utimpergher e in seguito Alessandra Chemollocon cui collabora stabilmente.

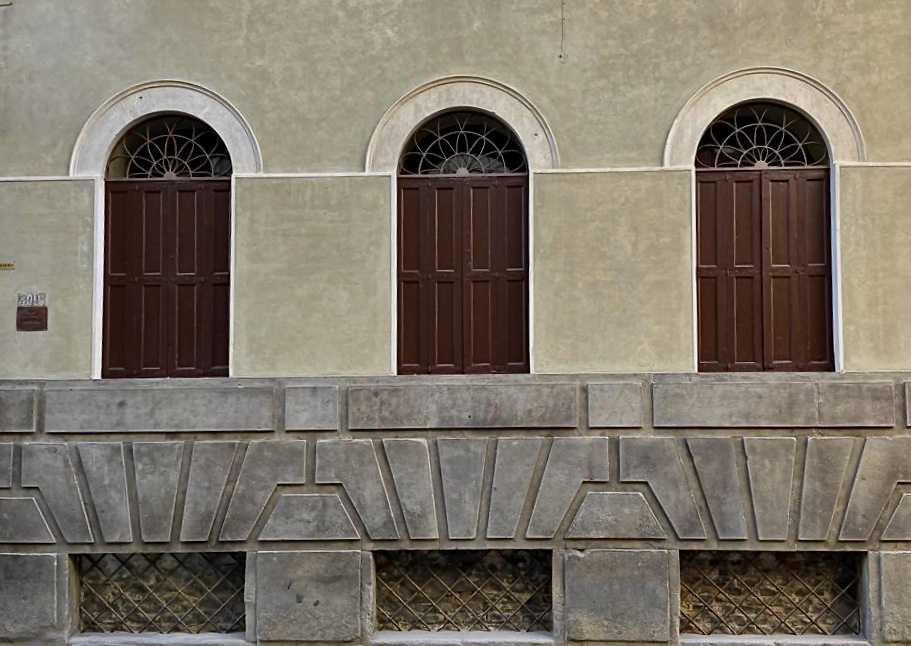
Restauro scientifico palazzo di Giuseppe Jappelli Padova 2021 2022

Le sue opere vengono pubblicate sulle riviste di settore, tra cui Abitare, Casabella, Interni, Casa Vogue, Ottagono (periodico)Domus (periodico), Modo (periodico), Intramuros, CasaViva, Box, Case da Abitare, Elle Decor, DHD, Frame, CasaAmica e altre, su volumi vari di architettura e design.
Nel 2007 Electa (editore) gli dedica un ampio volume monografico, con un'intervista a David Chipperfield, un testo di Tobia Scarpa con cui intrattiene rapporti di collaborazione e amicizia. “Operare e lavorare nella materia, sorretti da pensieri poetici, è il mestiere di architetto. Gente del passato dedicava la propria vita a padroneggiare quella che con orgoglio chiamava arte del costruire…sono sicuro che queste sono le domande che Claudio si pone quando progetta; le risposte sono nascoste tra le pieghe dei suoi lavori. La si percepisce, la si vede, quelli attenti la annusano, è la qualità" Tobia Scarpa
Dal 2010 sceglie di porsi in posizione defilata, continuando il suo lavoro, incentrato soprattutto nel restauro e nella rivitalizzazione di aree ed edifici, con una visione del "caso per caso", cercando di depositare qualità per punti, anche negli interventi minimi che continua comunque, per scelta etica, a realizzare.

## La ricerca
Dopo la laurea conseguita all’IUAV con una tesi teorica sulla città, prosegue la sua ricerca per un decennio al corso di “Analisi delle strutture urbane”,  in qualità di assistente del prof. Michele Sernini con cui collaborerà fino alla sua scomparsa avvenuta nel 2007. Nel 1999 scrive un saggio-racconto intitolato "La casa di Jaco", in prefazione un saggio di Sernini intitolato "Fuggire o restare", pubblicati in Internet in forma ipertestuale e scaricabili gratuitamente. La sperimentazione in rete rende questo libro “un caso”: ottiene circa 25.000 download e centinaia di messaggi nel forum antesignano dei blog, escono articoli e studi sulla sperimentazione.
Insegna Industrial design e Corporate Identity alla Scuola Italiana di Design e successivamente fonda l'insegnamento di Storia dell'arte. 
Viene invitato a tenere seminari allo IED Istituto Europeo di Design S.p.A., a Bolzano Museion, all'Università Iuav di Venezia, all'Università degli Studi di Padova  Tiene conferenze e conversazioni sull'architettura, la città e sulla storia dell'arte del '900.
Studia Giuseppe Jappelli e pubblica un saggio sul Pedrocchi, continua i suoi studi sulla città, il territorio, il paesaggio, e viene invitato ad esporre le sue idee e intervistato da quotidiani locali e nazionali
Esegue a intervalli temporali alcuni cicli pittorici e di disegno. Nel 2013 sperimenta una nuova tecnica ed esegue centinaia di opere su carta, di piccole dimensioni, massimo 40x40 cm, utilizzando polveri e ossidi di ferro, ottone, oro e argento, terre, pastelli in vari passaggi successivi fotografici ottenendo una particolare tridimensionalità quasi olografica

## L'archivio
Dal 1983, anno durante il quale si occupa dell’ordinamento dell’opera del pittore Giacomo Caramel, per la mostra antologica ai Musei civici di Treviso Museo Luigi Bailo collaborando anche con il cugino Luciano Caramel,  conclude anche l’edizione critica di tutti i testi e le poesie di Angelo Caramel,  raccoglie tutto il materiale in un fondo, che rimane chiuso per volere dello stesso pittore per molti anni fino alla pubblicazione avvenuta nel 1995 del volume monografico sui Caramel nella collana I Menhir edito da Archivolto (Milano).
L'archivio delle opere di Sergio Palmi Caramel, opere dal 1957 al 1981, e dello stesso Claudio Caramel, opere dal 1981, è conservato a Padova presso lo studio arch.caramel. Aperto al contributo di tutti l'archivio si arricchisce con materiali e quadri anche di Bruno Darzino, di Grazia Bottani e di Luciano Caramel.

## Scritti e conferenze
Dal 1992 collabora con Modo (periodico), rivista di cultura del design fondata da Alessandro Mendini, vi pubblica 19 saggi, articoli e interviste fino alla scomparsa dell'ultimo direttore Almerico De Angelis succeduto a Cristina Morozzi, a Andrea Branzi e allo stesso Mendini. Ha pubblicato saggi brevi e articoli in volumi di architettura, riviste specializzate e quotidiani, interviste e prefazioni

## Design

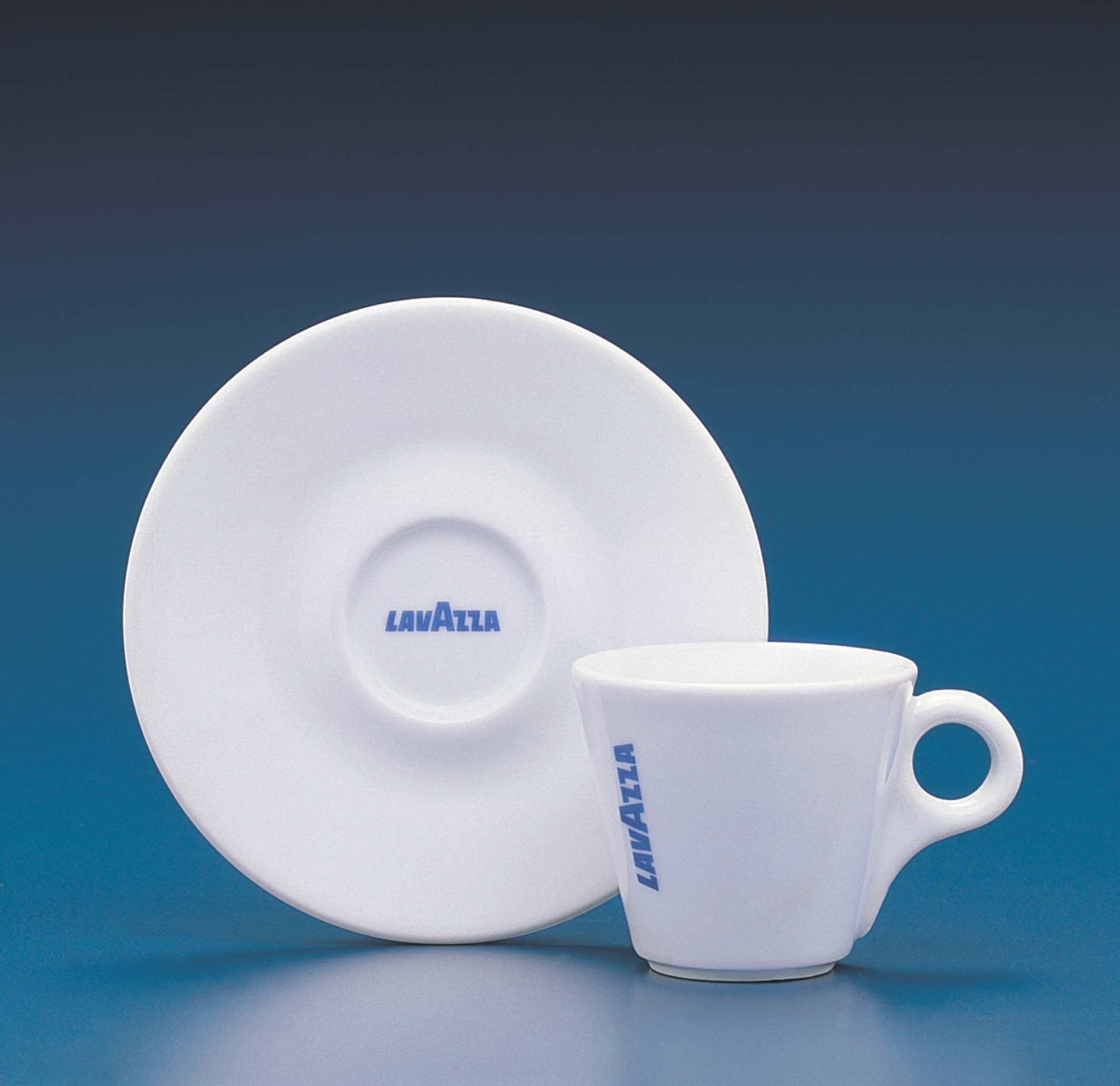
Tazzina Lavazza, 1996, design Claudio Caramel

Nel 1995 riceve l'incarico da Lavazza per il progetto di tutti i materiali per i pubblici esercizi in seguito a un concorso a inviti. Nasce così la tazzina Lavazza che poi diverrà l'icona dell'azienda torinese: "Lo studio Caramel realizza per Lavazza il progetto Pubblici Esercizi. Esempio chiaro di come un'azienda leader decida di affidare al design il ruolo di risorsa chiave all'interno della sua strategia di marketing. Un progetto così profondamente vissuto da risultare semplice e che per la sua leggibilità sembra destinato ai futuri manuali di didattica del disegno industriale" (V. Briatore, 1997). Collabora allo sviluppo negli anni di alcune aziende come Montura Maliparmi, Morellato, Kleis. Ha progettato nei settori della meccanica, della nautica, degli accessori per il bagno o per la casa, maniglie, mobili, sedie, un lavandino modulare per comunità, bicchieri, arredi, porcellane, urne cinerarie., sistemi come la mensola Hang produzione Desalto vincitrice a Colonia (Germania) del Premio "Interior Innovation Award", Best System 2006; a volte sperimentando su nuovi materiali come il carbonio e il titanio.

## Architettura e restauro
Dal 1983 al 2023 ha restaurato palazzi storici vincolati dalle Soprintendenze, ha ristrutturato e rigenerato edifici, ville, case, appartamenti, ha realizzato opere di nuova costruzione ma solo in aree di completamento, ha realizzato residenze, un dipartimento di ingegneria dell'Università di Padova, negozi, uffici, show room, architetture temporanee, imbarcazioni costruite con materiali sostenibili.

## Opere scelte
elenco parziale Architettura
- 1987 Restauro occhio di portico su tre livelli, Padova centro storico[15]
- 1987 Ristrutturazione, realizzazione e allestimento negozio "Lucetrend" Flos E.Baleri[51]
- 1988 Realizzazione e allestimento "Galleria Antica Persepolis", Padova centro storico[52][53]
- 1989 Ristrutturazione di un edificio residenziale "Casa a patio", Padova 1988 - 1989[2]
- 1989 Sede e negozio "Arkanoè gruppo velico", Padova centro storico[54]
- 1990 Edificio multipiano "Torre Giotto" incarico congiunto con Cappai&Mainardis, Padova centro Storico 1988 - 1990
- 1991 Ristrutturazione e ampliamento "Hotel Smeraldo" con nuova piscina termale, Abano Terme 1991 - 1993
- 1991 Villa su due livelli, Comune di Loreggia
- 1992 Restauro palazzina doppio occhio di portico, Padova centro storico[55]
- 1992 Realizzazione e allestimento negozio di abbigliamento "Trendy", Padova centro storico 1992-1993[53]
- 1992 Restauro e rigenerazione di tutta l'area "La Casa del Pradego", Caneva, Sacile (PN) 1992 -1993 - 1994[56][16][57]
- 1992 Ristrutturazione, realizzazione e allestimento ristorante "Mario Celin", Strà (PD)[58]
- 1992 Ristrutturazione con recupero del sottotetto, residenza privata, Piazza dei Signori, Padova 1992 - 1993
- 1993 Restauro "Occhio di portico: la casa blu", Padova centro storico 1993 - 1994[59]
- 1994 Casa prefabbricata per terremotati, Moduli aggregabili, pannello WallSystem Cometa gruppo Isotecnica, Padova 1994-1995[60]
- 1995 Restauro di una grande residenza del 1920, Padova centro storico, 1994 - 1995[61]
- 1996 Ristrutturazione, realizzazione e allestimento negozio "My Optic" Reggio Emilia, centro storico[62]
- 1996 Ristrutturazione e ampliamento palazzetto di impianto ottocentesco, con sistema di terrazze e giardino, Padova[63]
- 1998 Ristrutturazione palazzetto cielo terra su 4 livelli, quattro unità abitative, Vicenza centro storico
- 1998 Ristrutturazione grande residenza privata, Cortina d'Ampezzo (BL)
- 1999 Nuova costruzione palazzina per uffici, Padova 1998 Premio architettura "Città territorio" Oderzo[64]
- 1999 Progetto "sailing yacht 60' for offshore races" Trieste
- 2000 Allestimento show-room MalìParmi e allestimenti vari per la stessa azienda al MilanoVende Moda, Milano
- 2000 Ristrutturazione residenza, edificio architetture del '900 di Daniele Calabi, Padova centro storico
- 2001Nuova costruzione: Università di Padova, Laboratorio di Ingegneria ambientale (LISA), dipartimento di ingegneria idraulica, Marittima,Ambientale e Geotecnica (IMAGE), primo stralcio. Padova[65]
- 2001Ristrutturazione e allestimento head-quarter, show room e outlet Malìparmi. Padova centro storico
- 2001 Realizzazione di un'installazione multimediale temporanea in "La carezza dell'acqua", mostra a inviti presso Fiera di Verona, Abitare il Tempo, Verona[66]
- 2001 Costruzione di una villa per un imprenditore "diversamente abile" che vive da solo, Barbarano Vicentino[67]
- 2002 Ristrutturazione con ampliamento di un grande "occhio di portico" su 3 livelli lungo la mura interna duecentesca, Padova centro storico, 2001/2002[65]
- 2002 Ristrutturazione globale residenza attico, Muggia (Trieste)
- 2002 Negozio di ottica "Gottardini Vision", 3 livelli, zona pedonale Trento
- 2003 Caffè Roma, ristrutturazione e realizzazione nuovo flagship store Diemme caffè, Padova centro storico[68]
- 2003 Negozio "Alessi Mobili", Bassano del Grappa (Vi) centro storico[69][70]
- 2003 Centro Servizi Interporto, progetto di Tobia Scarpa Claudio Caramel e Giancarlo Turrini, Padova zona industriale (non realizzato)[71][72][73]
- 2004 Jole film, sede della casa di produzione teatrale e cinematografica di Marco Paolini e Francesco Bonsembiante, loft multifunzione, Padova[74][75]
- 2005 Restauro di un'ala palazzo padronale vincolato del 1500 "Palazzo Polcastro", tre residenze private, Padova centro storico[13][76]
- 2005 Primo negozio monomarca - flagship store Morellato spa, Duomo di Milano, Milano
- 2005 Salvaguardia e restauro grande edificio rurale vincolato con torre colombara del 1300, Parco regionale dei Colli Euganei, Bastia di Rovolon (PD)[77]
- 2006 Ristrutturazione e arredamento generale di una grande "Mansarda in Via dei Coronari", Roma centro storico
- 2006 Costruzione nuova villa "a corte" su tre livelli con giardino, Comune di Noventa Padovana (PD)[78]
- 2007 Restauro e ristrutturazione globale palazzo storico padronale con negozi, uffici, 4 residenze su 5 livelli, Comune di Castelfranco Veneto (TV) centro storico
- 2007 Nuovo show room Padana edile, Padova[79]
- 2008 Rigenerazione globale corte con antica Cascina con Barchessa "Cascina Maria" con corpi annessi, lago, parco delle sculture, piscina, pertinenze, Parco del Ticino Agrate Conturbia, Lago Maggiore
- 2008 Rigenerazione gruppo di edifici abbandonati "Il borgo dell'Eregal", 6 corpi di fabbrica su più livelli, corte, parco, progettazione paesaggistica, biolago e sistema delle acque, Pagnano (Asolo) (TV)
- 2009 Ristrutturazione e rigenerazione complesso di edifici "Preindustriali", residenza privata e studio d'artista, Comune di Mira (Italia) (VE)
- 2009 Riqualificazione edificio industriale, nuova sede espositiva e show room FIAMM spa, Comune di Almisano (VI)
- 2010 Ristrutturazione con demolizione e ricostruzione residenza su tre livelli con tetto verde, recupero acqua piovana ed energie rinnovabili, Padova quartiere Arcella
- 2010 Costruzione nuova villa su tre livelli con giardino, Montegrotto Terme[80]
- 2010 Ristrutturazione residenza e palestra Pilates, Milano centro storico
- 2011 RIstrutturazione residenza, Comune di Mentone, Costa Azzurra Francia
- 2011 Ristrutturazione "Antica Masseria", tutela edificio storico e paesaggio con uliveto, Ostuni (BR)
- 2011 Ristrutturazione globale edificio storico 4 livelli, Castelfranco Veneto
- 2011 Restauro scientifico palazzo storico vincolato "Cà Sumàn", facciate, intonaci di calce, copertura, cornici lapidee, basamento, oscuri in legno, restauro terrazzamenti progettati da Porcinai, Bassano del Grappa
- 2012 Negozio "Incontri" Mengotti Group srl, Castelfranco Veneto centro storico
- 2012 Restauro facciate palazzo "Ponti Romani" (progetto Sergio Palmi Caramel 1964), Architettura del Novecento, Padova centro storico
- 2013 Ristrutturazione residenza Complesso Monte Amiata "IL Gallaratese" Carlo Aymonino e Aldo Rossi Architetture del Novecento, San SIro, Milano
- 2013 Ristrutturazione globale edificio residenziale (progetto Sergio Palmi Caramel 1970) con parco, piscina e pertinenze, Parco regionale dei Colli Euganei Teolo (PD)
- 2014 Rigenerazione con demolizione e ricostruzione "Padiglione" e parco con piscina, Padova
- 2014 Ristrutturazione piani 2° e 3° edificio Conciapelli (Progetto Sergio Palmi Caramel 1962), studio professionale avvocati penalisti, Padova Centro storico
- 2015 Ristrutturazione grande edificio rurale su due livelli e paesaggistica parco e terreni agrari a vigneto, Parco regionale dei Colli Euganei
- 2015 Ristrutturazione residenza unità indipendente su due livelli schedatura Architettura del Novecento/Daniele Calabi, Padova centro storico
- 2016 Ristrutturazione e rigenerazione globale area polifunzionale commerciale con inserimento di nuove funzioni, gruppo Pam, Comune di Mira (Italia) (VE)
- 2016 Ristrutturazione globale antisimica edificio rurale storico "Barchessa", Castelfranco Veneto
- 2016 Ristrutturazione e rigenerazione globale area produttiva dismessa, Nuova sede Tasci Logistica, Comune di Zanè (VI)
- 2017 Restauro scientifico con palificazione, smontaggio e ricollocazione, portale monumentale "Villa Italia", Padova
- 2017 Ristrutturazione e rigenerazione globale area produttiva dismessa, nuova sede Tasci Shoes, Comune di Signoressa (TV)
- 2018 Nuova costruzione residenza in legno, protocollo Passive House, Parco dei Colli Euganei, Teolo
- 2018 Ristrutturazione con ampliamento e completamento edificio del 1938 su quattro livelli, unità indipendente, Padova centro storico, quartiere Città Giardino, 2018/2019
- 2018 RIstrutturazione Piano Terra loft Padova centro storico
- 2019 Ristrutturazione edificio rurale su due livelli, Padova
- 2019 Restauro scientifico "Palazzo ex Giacomini ora Romiati" con efficientamento energetico e ristrutturazione strutture antisimiche, edificio vincolato disegnato nel 1842 da Giuseppe Jappelli, Padova centro storico, 2019/2020
- 2019 RIstrutturazione porzione di edificio storico e allestimento negozio monomarca "Montura store", Padova centro storico, 2019/2020
- 2020 RIstrutturazione globale con bonifica amianto ed efficientamento energetico "Condominio S.Eufemia", Padova centro storico
- 2020 Progetto esecutivo "Nuova Sala Grande del Commiato con Giardino e bosco del Commiato", APS Holding, Padova
- 2020 Ristrutturazione residenza privata su due livelli con giardino interno, Prato della Valle, Padova Centro Storico
- 2021 RIstrutturazione e restauro edificio rurale del 1500 denominato "Il Palazzòn Romanin Jacur", registro VIlle Venete, Zianigo, Mirano (VE), 2020/2021
- 2021 Restauro scientifico facciata, cornici e colonne in materiale lapideo, affreschi e decorazioni su portico, Palazzo storico "Sicco RIzzi" vincolato dalla Soprintendenze Padova centro storico
- 2021 Progetto di ristrutturazione globale palazzo storico "Ex Casa degli Armeni", Prato della Valle, Padova, 2021 (Non realizzato)
- 2021 Restauro "Palazzo Modefin"  facciate, cornici e fregi lapidei, su pubblica strada Via del Santo e interne, Padova centro storico
- 2022 Restauro facciata, portico e copertura palazzo storico su 4 livelli, Padova centro storico, Piazza della Frutta (Palazzo della Ragione (Padova), 2021/2022
- 2022 Ristrutturazione globale fusione di due edifici su tre livelli, Mura di Cittadella, Porta Bassanese, 2021/2022
- 2022 Restauro globale Palazzo "P. Selvatico, ora Dolfin", residenze su 5 livelli, Padova Centro storico, Basilica di Sant'Antonio di Padova, 2021/2022
- 2023 RIstrutturazione globale con frazionamento e recupero sottotetto "Palazzo Romanin Jacur", Prato della Valle, Padova centro storico
- 2024 Ecoyacht40, fast cruiser riciclabile, concept e styling per NLcomposite, Trieste
- 2024 Restauro globale di “Palazzo Martinengo” con frazionamento, recupero sottotetto, demolizione di superfetazioni e annessi incongrui per realizzare un giardino - brolo interno. Padova centro storico.
- 2024 ristrutturazione globale ingressi e parti comuni, abbattimento barriere architettoniche, coperture, facciate, ingressi, vetrine edificio di 5 livelli, PalazzoSantaChiara, Padova centro storico
- 2025 Allestimento della mostra retrospettiva “Silvana Weiller, paesaggi e leggende”  Comune di Padova Assessorato alla cultura, Centro culturale Altinate/San Gaetano Agorà e ballatoi piano terra e primo. Catalogo di Ronzani editore[81]
- 2025 Ristrutturazione e riqualificazione di un edificio ex casa del fascio riconvertito in centro culturale e sala da concerti, Mario Brunello Riese Pio X Treviso

elenco parziale disegno industriale, direzioni artistiche, grafica
- 1984 Maniglie e accessori “Brio” e “Nagoya” per RDS, Torreglia (Padova), 1984 - 1986[82]
- 1997 Lavandino modulare per comunità "Modulo" Per Open Kristallux Loreggia Càmposampiero 1987 - 1988[83]
- 1988 Sedia P.19 impagliata per “Prototipo”, Udine[84][85]
- 1991La Scala, accessori per la casa, Udine[86]
- 1991 Maniglia Ellissi, produzione RDS La Guarnimec, Torreglia (PD)
- 1995 Tazzina da caffè e tutte le porcellane e materiali B.A.R Lavazza, collezione di 40 oggetti, Torino[87]
- 1997 Spazio Morellato, sistema espositivo e placchetta portacinturini[88]
- 1999 "Antennacinema, diciannovesima edizione, 22 - 28 marzo 1999", nuovo logotipo, progetto grafico e corporate identity generale di tutta la manifestazione, catalogo generale, manifesti, espositori, folder, programmi, inviti.
- 1999 Telecamera palmare, Panasonic, Villa Tosca, Milano[89]
- 2000 "Bestiario Veneto, parole mate e L'anno passato" di Marco Paolini. Progetto grafico delle pubblicazioni e del cofanetto, video e libro. Edizioni Biblioteca dell'Immagine (PN)
- 2000 "Caddy" aspirapolvere domestica per Panasonic
- 2002 Collezione Carbonshell per ArkTecnologies, vassoi e complementi per la casa in fibra di carbonio[90]
- 2003 Porcellane e tazzina per caffè espresso Torrefazione DIemme caffè[43]
- 2003 Onix e Amarillo, vassoio e centrotavola in acciaio, Morellato design
- 2004 Hang sistema modulare di mensole accessoriate, Desalto (MI)[91][92]
- 2004 Shacker Passion-Me, Ferran Adrià e Claudio Caramel
- 2004 Wine collection, salvagoccia, tappo, sottobicchiere, pinza e termometro in acciaio e oro, Morellato design
- 2005 Titanium, linea di accessori per il bagno in titanio, collezione EVEN

- Direzione Artistica collezione Kleis, divisione di RDS Torreglia 1989 -[39][93]
- Direzione artistica collezione EVEN, accessori per il bagno[94][95]
- Direzione artistica Morellato Design[96][97]
- Direzione artistica QUATTROGRADI, bicchieri in plastica bpa free riciclabili, Torreglia (PD) 2013

## Scritti scelti
- Sulle ragioni dell'arredo urbano, visita guidata nella città della crisi 2,  in Bollettino Daest - IUAV n. 4 1984, Venezia
- Paradiso Turchese, in Forza7 n. 289, aprile 1992, Publimedia editrice, Milano

- Sulle ragioni dell'arredo urbano, in Modo (periodico) n. 142, giugno 1992 Editoriale MODO Milano
- La città disfatta, in Modo (rivista) n. 190, giugno/luglio 1998 Editoriale MODO Milano
- Esterno Interno, in Modo (rivista) n. 193, novembre 1998 Editoriale MODO Milano
- Una case history vincente - Case history of a winning project, in I luoghi del caffè, a cura di Silvana Annichiarico, 1999 Editoriale MODO Milano[98]
- La poesia della luce - la luce naturale in architettura, in Modo (rivista) n. 195,  febbraio 1999, Editoriale MODO Milano
- Le aree di eccellenza del Nordest, in Modo (rivista) n. 198, agosto/settembre 1999, Editoriale MODO Milano
- Fabrica, in Modo (periodico) n. 207, novembre 2000, Editoriale MODO Milano
- E-book, in Modo (periodico) n. 208, dicembre/gennaio 2001, Editoriale MODO Milano
- Appunti partigiani, comizi d'amore di Marco Paolini, le risposte degli artisti 25 aprile 2001, La Repubblica 13 dicembre 2004
- Il bagno, che avesse ragione Le Corbusier?, in Modo (periodico) n. 218, febbraio/marzo 2002, Editortiale MODO Milano
- I luoghi del lavoro nell'era digitale, in Modo (periodico) n. 219, aprile 2002, Editoriale MODO Milano
- Gino Valle, in Modo (periodico) n.230, ottobre/novembre 2003, Editoriale MODO Milano
- Un nuovo organismo di governo per ripensare la città, in Corriere della Sera, 23 febbraio 2005

- Premio Architettura Oderzo, in Modo (periodico) n. 243/244, aprile/maggio 2005, Editoriale MODO Milano
- Tre case, saggio breve in "Tre case" a cura di L. Lazzaroni, Electa editrice, 2006[13]
- Complessità e normalità - Complexity and normality, agosto 2005, in Claudio Palmi Caramel, architettura e design 1995 2005 Idea Architecture books, Schio
- La casa di Jaco, dissertazioni sul futuro in forma di dialogo tra un artista eremita d'alta quota ed un architetto designer, pubblicato in internet in forma ipertestuale, scaricabile gratuitamente Open source nel 1999[99]
- Stabilimento Pedrocchi, 2006[100]
- Prefazione e intervista in "Oltre il progetto" a cura di Ivana Riggi, Aracne editrice 2011[101]
- Appunti sulla città nuova o dell'emergenza, saggio breve, 7 capitoli, aprile maggio 2020[102]
- Restaurare il contemporaneo? Saggio breve in Daniele Calabi, catalogo della mostra,  a cura di E. Svalduz e S.Zaggia, in Padova 2024, Edizioni Lettera 22[103]

## Galleria d'immaginil

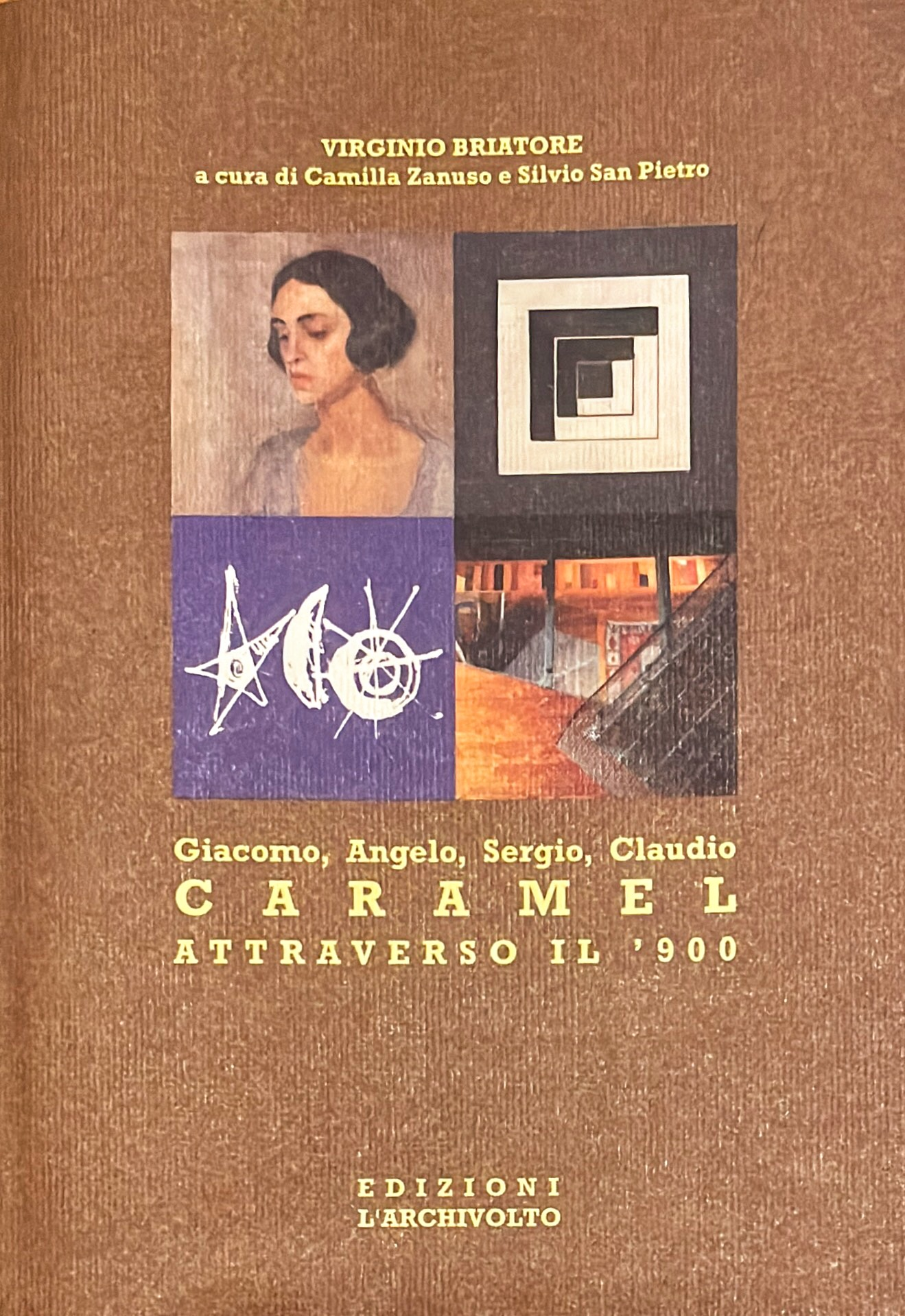
Monografia, collana I Menhir, Milano, Edizioni L'Archivolto, 1995
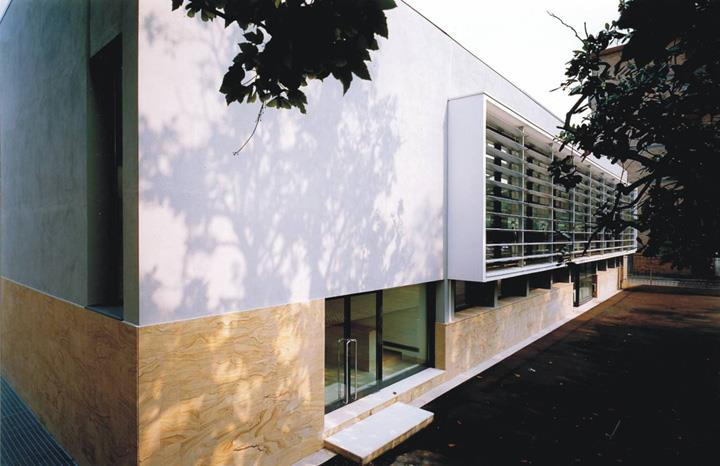
Palazzina per uffici, Padova, 1998, premio Città - Territorio, Oderzo, 1999
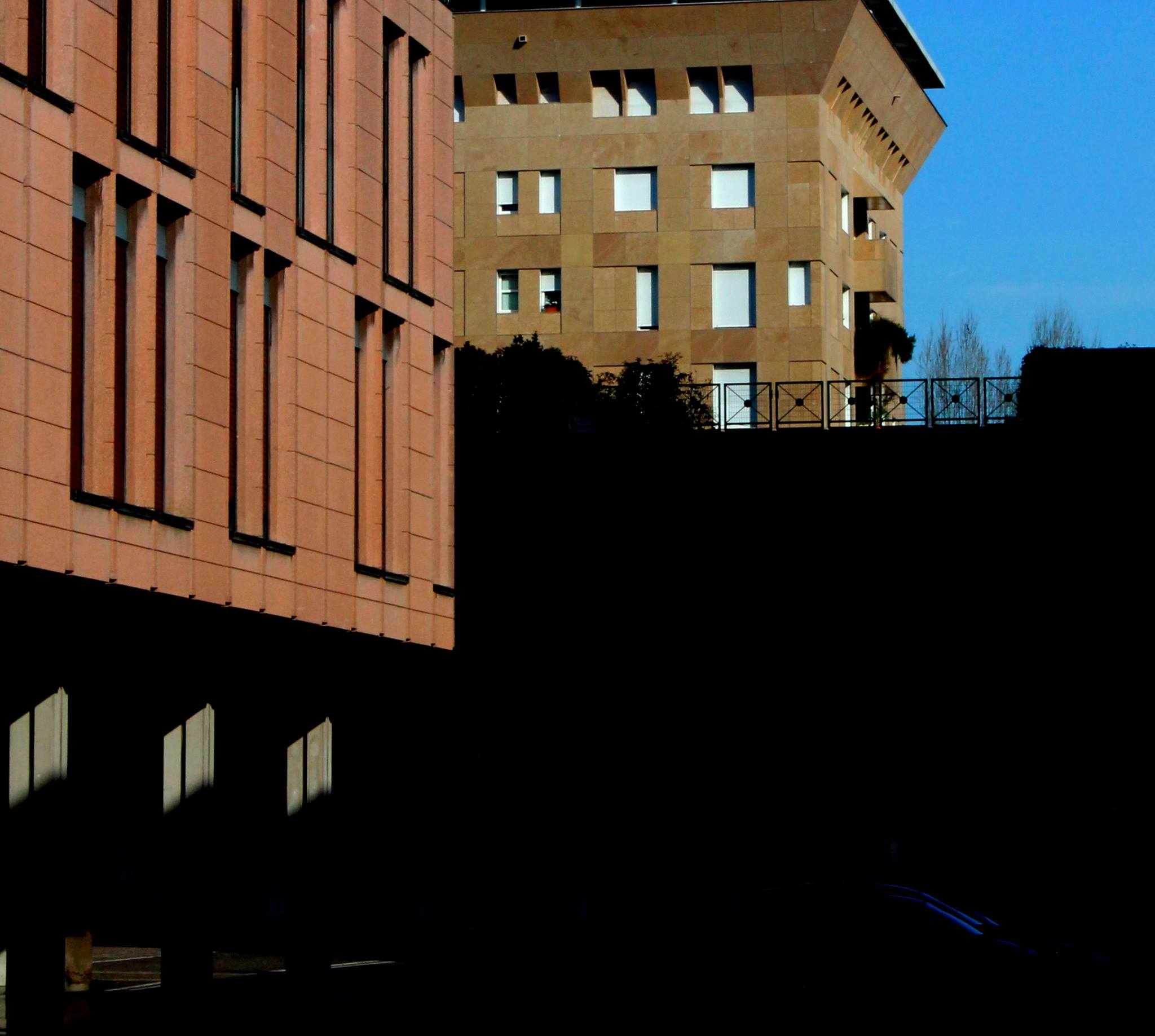
Padova, architetture studio arch. Caramel
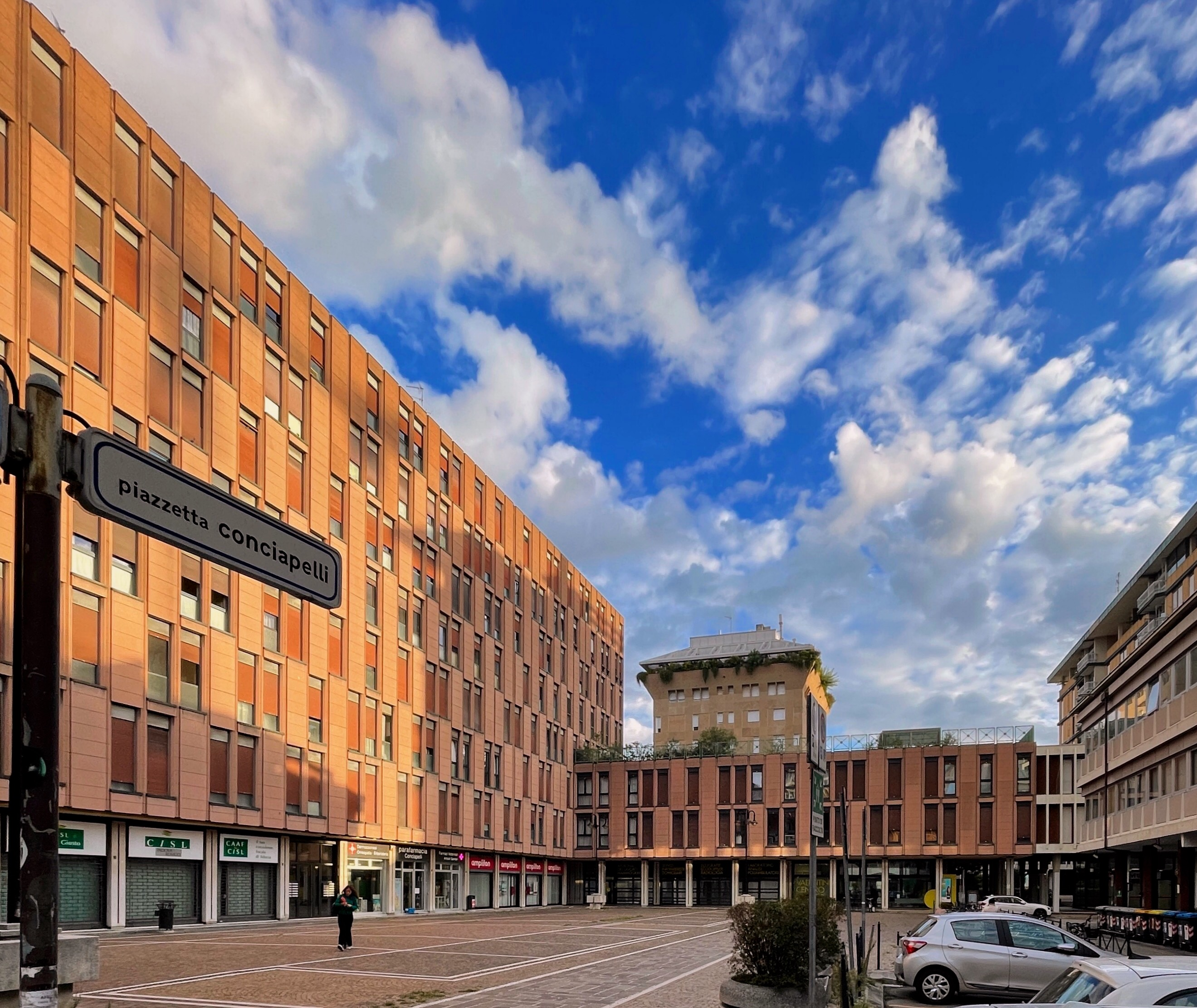
Studio arch. Caramel
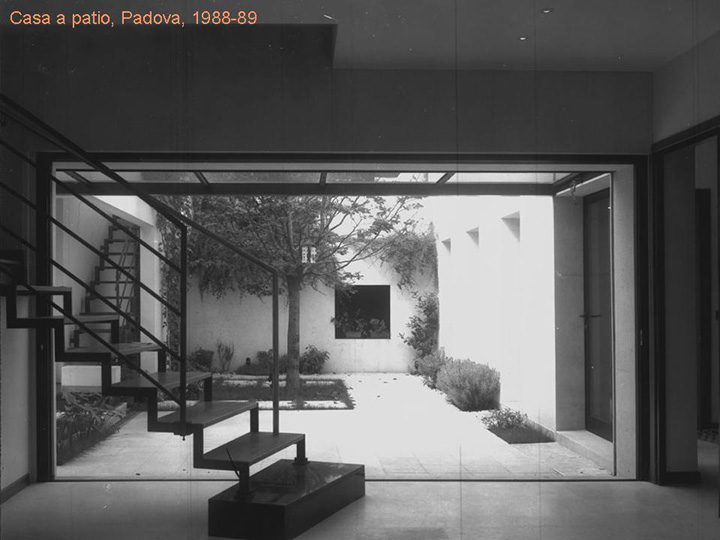
C. Caramel, Casa a Patio, Padova, 1988
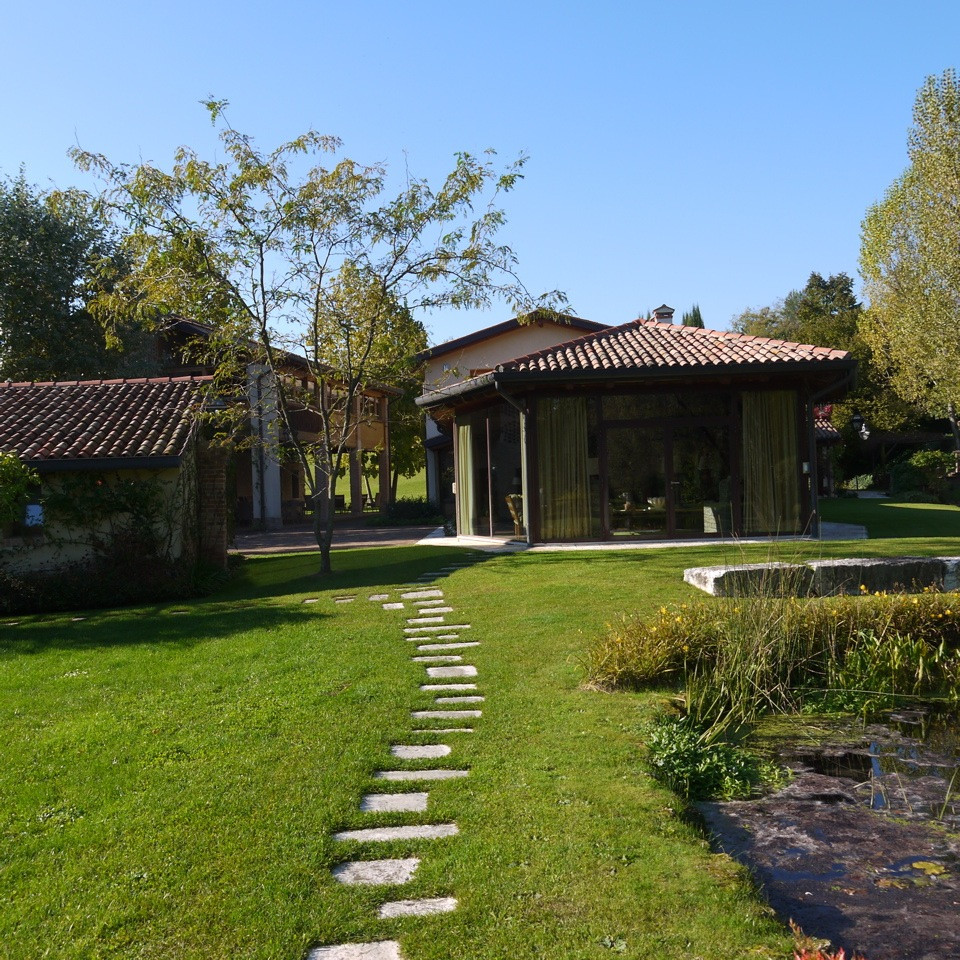
C. Caramel, Il Borgo dell'Eregal, restauro, Pagnano d'Asolo
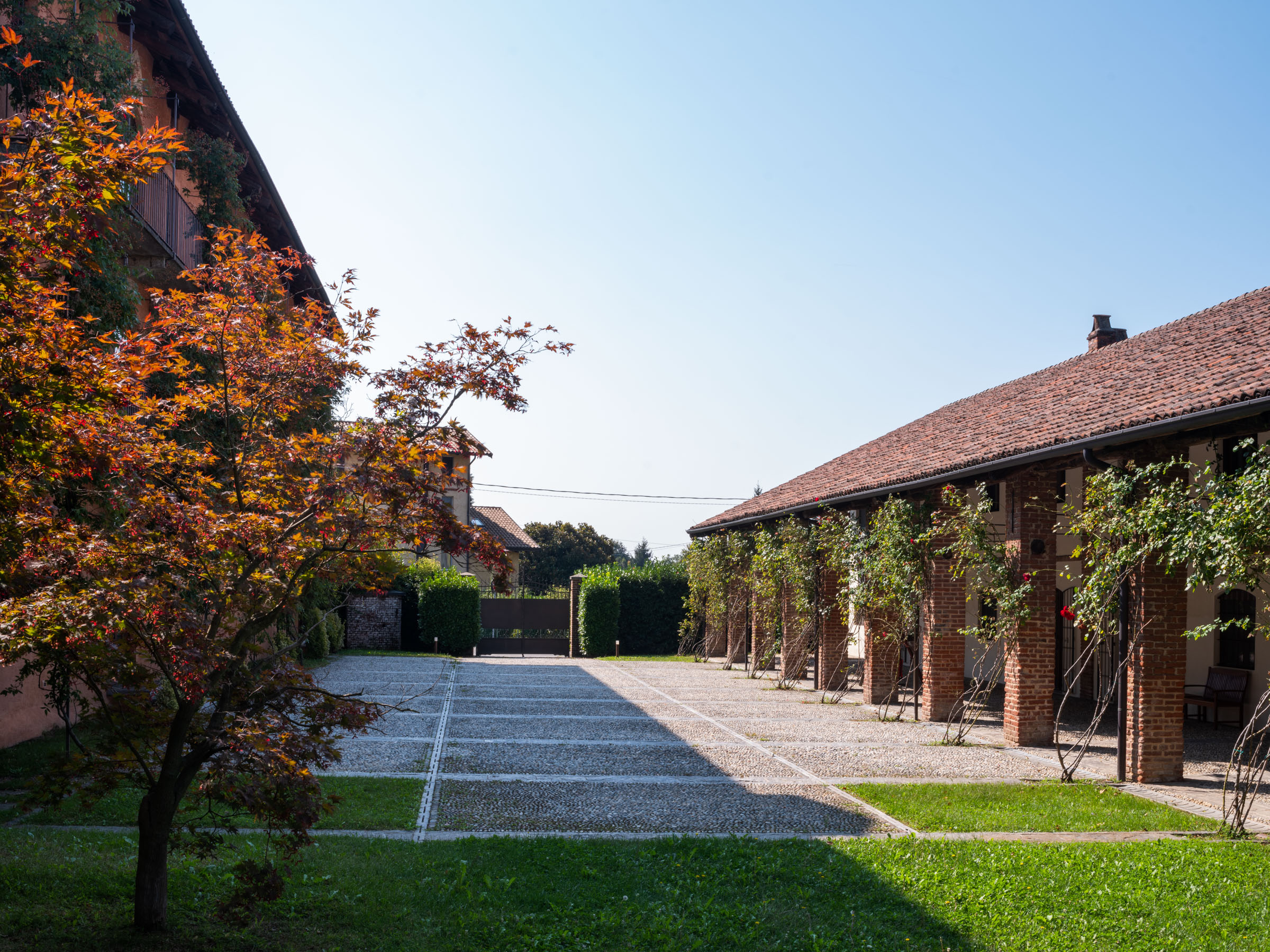
C. Caramel Cascina con barchessa e parco, restauro, Parco del Ticino Agrate Conturbia
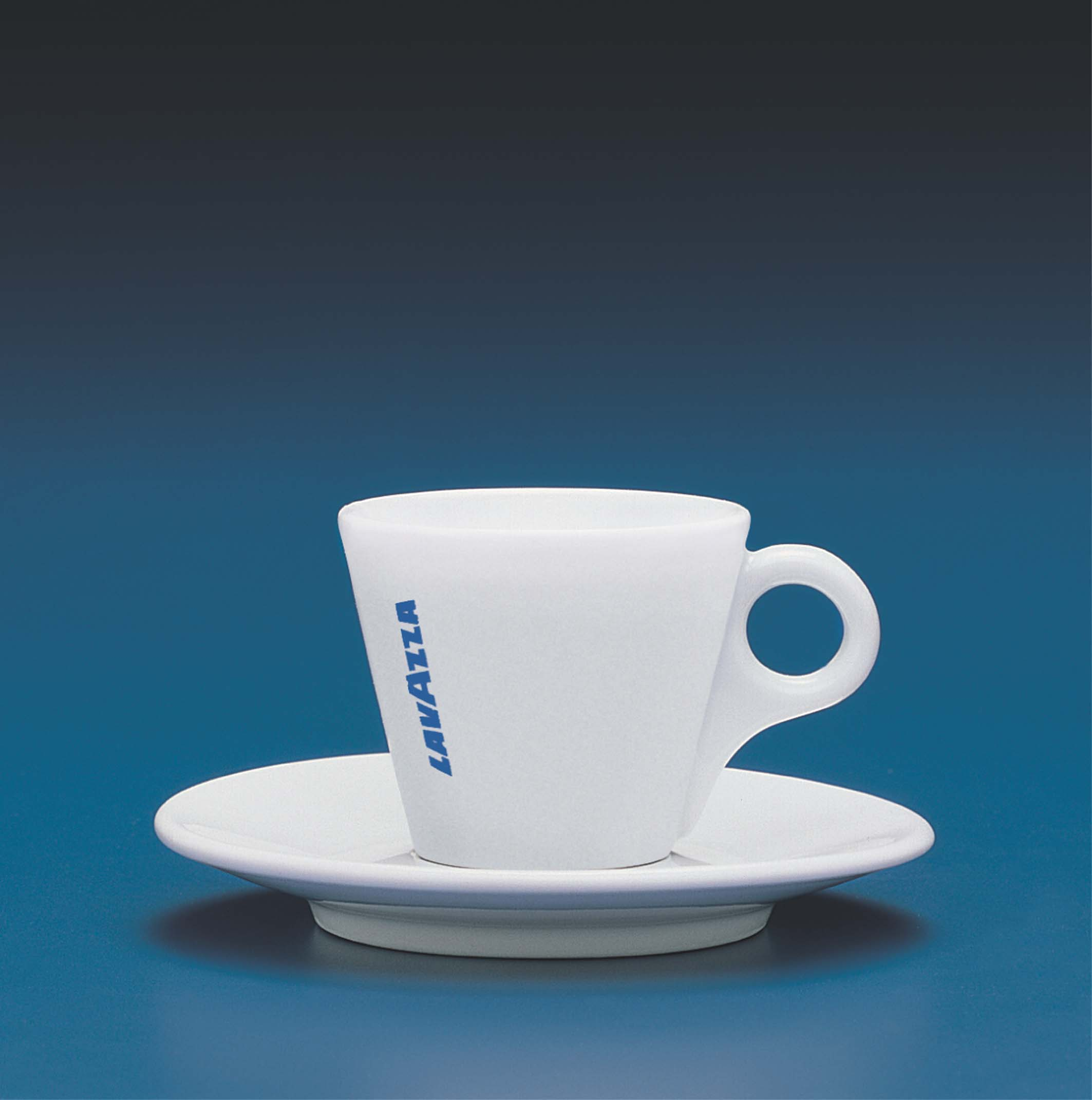
C. Caramel, Tazzina Lavazza, 1996 - 1997
C. Caramel, Centrotavola Amarillo collezione Morellato design, 2003
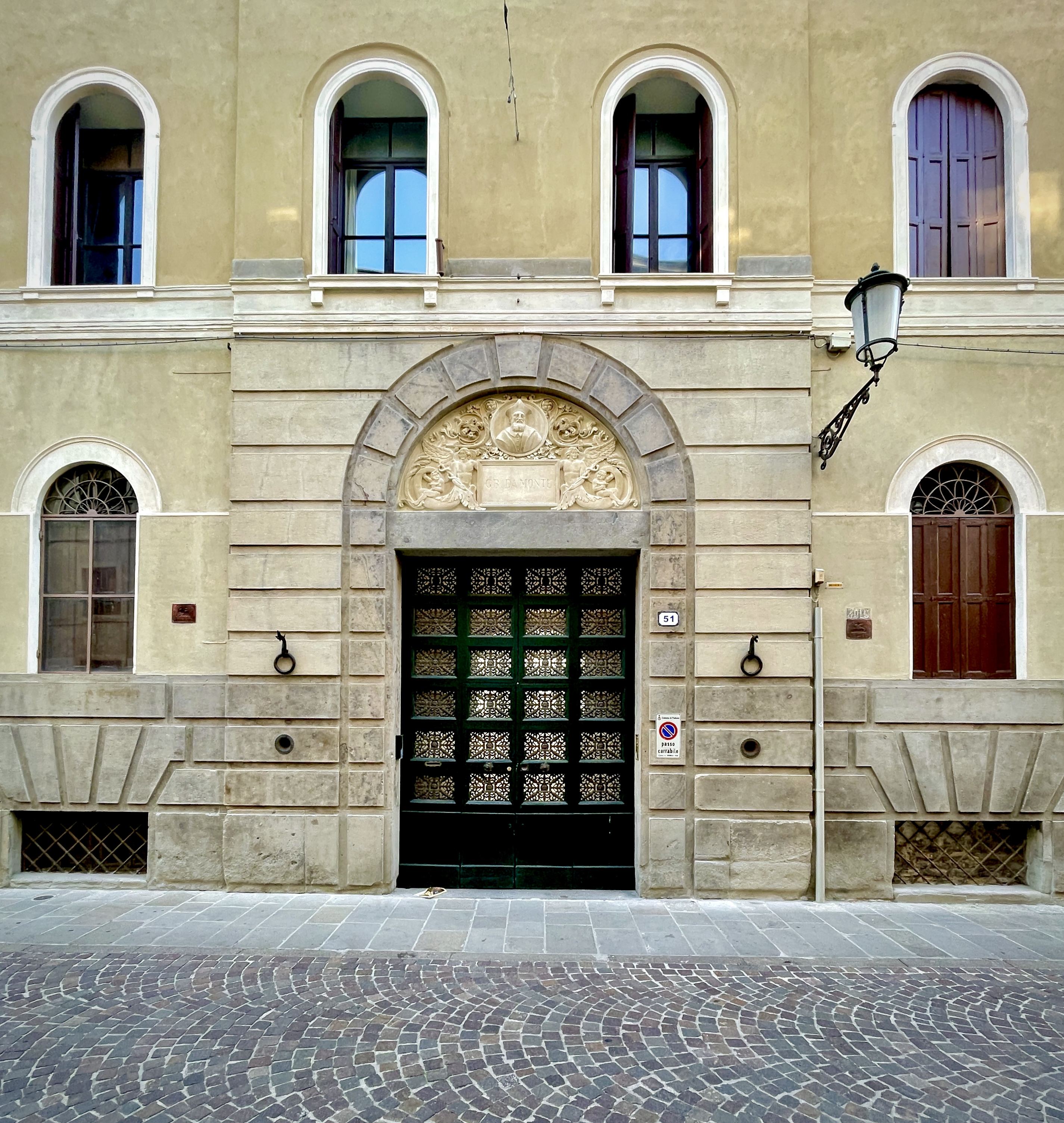
Restauro scientifico, Palazzo ex Giacomini ora Romiati di G.Jappelli, Padova

## Riconoscimenti
- Premio "La sedia dell'anno - Top Ten 1995" per la sedia P19 produzione Prototipo srl, Promosedia Udine[104]

- Premio "Architettura Città Territorio", Oderzo 1999[64]
- Premio "Interior Innovation Award", Best System Colonia 2005,  Hang produzione Desalto[105]

## Mostre e conferenze
- I Nuovissimi: 58 designer selezionati da Modo, Giornate del Design, Galleria Civica Comune di Padova, catalogo a cura di Lidia Prandi, Ricerche Design Editrice srl, Corsico, Milano, 1989
- "Un progetto per la periferia" 60 alloggi ed una casa albergo in via Chiesavecchia, Mostra di Architettura, Padova ex Oratorio delle Maddalene, 18 - 28 novembre 1991
- "I Caramel attraverso il Novecento" conferenza di Claudio Caramel, Sala degli Specchi, Stabilimento Pedrocchi, novembre 1995[106]
- L'argento quotidiano, mostre e incontri da Zaramella: Mostra e conferenza di Claudio Caramel "I chicchi del caffè, il Pedrocchi e la Tazzina da caffè Lavazza", patrocinio del Comune di Padova, gennaio - marzo 1998
- Premio Architettura-città/territorio Oderzo 1999, Mostra dei progetti premiati e conferenza degli architetti vincitori: Claudio Palmi Caramel, Werner Tscholl, Luca Cuzzolin, Fabio Cozzi, Riccardo Vio, Adalberto Mestre, Centro culturale Palazzo Foscolo, 6-28 novembre 1999
- "La Carezza dell'acqua" Mostra internazionale di sperimentazione e ricerca-laboratori metaprogettuali, a cura di Carlo Amadori e Vincenzo Pavan. Espongono Alessandro Mendini, Matteo Thun, Claudio Caramel, studio Cappellini e Seok-Chul kim. Verona 2001
- "Work shop, idee per una città sostenibile" moderatore Giuseppe Cappochin: Claudio Caramel Progettare sviluppo sostenibile, Exposcuola, programma culturale 18-20 ottobre 2001
- "Appuntamento digitale di architettura e design" conferenza di Claudio Caramel e Massimo Morozzi, Sala Rossini, Caffè Pedrocchi, Padova, 29 novembre 2001[107][108]
- "intorno al vuoto , entorno al vacìo - Il workshop internazionale di architettura, Padova-Cadiz", Settembre 2002, Il ridisegno dell’area di Prato della Valle.
- "Inside-outside" mostra e presentazione di Claudio Caramel, progetto Kleis, Collezione Carbonshell, collezioe EVEN, ex Pelota Basca, Brera, Milano 2002
- Una Borsa a regola d'arte, "Le quattro stagioni" di Claudio Caramel[109][110], mostra evento itinerante di Malìparmi, Salone del Mobile, FuoriSalone 2003, Via Solferino, Milano
- 1957-2007, Padana Edile, a Padova 50 anni di architettura, mostra fotografica di Alessandra Chemollo, Fulvio Orsenigo, Umberto Ferro, a cura di Claudio Caramel, Padova 7 maggio 2007

- Collezione Morellato Design, opere di Ettore Sottsass, Tobia Scarpa, Denis Santachiara, e Claudio Caramel, 2003 Triennale di Milano[111][112]
- "Un foglio tra cielo e terra" Il nuovo Centro Servizi Interporto. Conferenza di Tobia Scarpa, Claudio Caramel e Giancarlo Turrini, altri relatori il Sindaco G.M.Destro, il Presidente di APSHolding L.Toscani, l'Assessore all'Urbanistica T.Riccoboni, 23 aprile 2004 (h.11 conferenza stampa, h.12 conferenza aperta alla cittadinanza)
- "Padova tra '800 e '900" Notturni d'Arte, Stabilimento Pedrocchi/Claudio Caramel 28 luglio-4 settembre 2004
- D-DAY, Ferran Adrià, Passion-Me shaker di Claudio Caramel, Centro Georges Pompidou, 2005
- "Lo stile conviviale del design italiano" Maison&Object, Parigi 2005
- "Food e design" Tokio Designer's week, Tokio 2005

- Antologia: Il moderno si veste d'antico, mostra a inviti, installazione "Tre Stanze". Claudio Caramel, Cabinèt, 2006. Comune di Padova
- "Architettura italiana contemporanea e i suoi protagonisti" Roberto Tognon e Claudio Caramel, casa editrice Il Poligrafo, sala lettura Libreria Draghi,  9 maggio 2006
- "Ben'è wellness resort: il benessere oltre la SPA", Suites di Claudio Caramel con Laboratorio Morseletto[113], Mostra e conferenza, Ben'è, i sentieri del benessere, evento internazionale sul mondo del benessere,17-20 novembre 2006, Vicenza
- Luxury Design, neocodici del lusso e design del gioiello, 18 - 23 aprile 2007 / Triennale di Milano, a cura di Denis Santachiara / Claudio Caramel "Pure Energy"[114]
- "Sabato in Cava: TRE CASE" interventi di Tobia Scarpa Francesco Dal Co e Claudio Caramel, 8 maggio 2007[115]
- "Boxan2, Racconti d'Interni" Ordine degli architetti Pianificatori Paesaggisti e conservatori della città di Padova, Centro Culturale Altinate, giugno 2013[116]
- "Imago oculi. Canaletto e la visione fotografica di Prato della Valle" mostra a cura di Carlo Alberto Zotti Minici, allestimento di Claudio Caramel, Le stanze della fotografia, Palazzo Angeli (Padova) Museo del precinema Padova,5 ottobre 2016 - 27 febbraio 2017
- Museo Lavazza: esposizione permanente “Iconic design” Claudio Caramel e Marco Zanuso tazzina in porcellana e caffetteria Carmencita. Nuvola Lavazza, Torino.[37]
- Lavazza design people1996/2020: conferenza di V:Briatore, C.Caramel, Delineo design e Raikkan Musrepova, Circolo del Design, 19 novembre 2021, Torino
- "Il mestiere dell'architettura e Sergio Palmi Caramel", conferenza di Claudio Caramel, Sala Pettinella, Impianti L.Merigliano, Padova, 22 marzo 2023
- "La città nuova, l'esempio delle Green Capital" seminario di Claudio Caramel, insegnamento di "Biologia Generale", Corso di Laurea in "Riassetto del territorio e tutela del paesaggio", Agripolis Università degli Studi di Padova 17 maggio 2023
- ”Restaurare il contemporaneo?” Conferenza tavola rotonda con Donatella Calabi e Martina Massaro, Ordine degli Architetti , Sala Zairo 29 giugno 2024, Padova[117]
- Incontri nell’ora Blu: conferenza  “Memoria dei luoghi, permanenze e trasformazioni”, Claudio Caramel e Davide Contran, due generazioni a confronto, introduzione di Silvia Mondini. Sala Paladin 10 settembre 2024 Assessorato alla Cultua, Comune di Padova[118]
- Il Mestiere dell’architettura: conferenza di Claudio Caramel “Le occasioni perdute, il concorso per il nuovo Museo degli Eremitani 1967, MaurizioSacripanti progetto vincitore e Sergio Palmi Caramel, progetto secondo classificato”, giovedì 6 marzo 2025, sala Pettinelli, CUSPadova, con la partecipazione di Ordine degli Architetti Pesaggisti Pianificatorii Padova

## Opere

### Monografie
- “Giacomo, Angelo, Sergio, Claudio Caramel attraverso il ‘900” a cura di Camilla Zanuso e Silvio SanPietro, testi di Virginio Briatore, collana I Menhir, Edizioni L’Archivolto Milano 1995[2] [ISBN]88-7685-078-3.
- "Claudio Palmi Caramel, architettura e design 1995-2005 / postfazione di V.Briatore Schio (VI): collana Architettura Italiana Contemporanea, Idea architecture books Edizioni, 2006 [IT\ICCU\VEA\0206241][65]
- Trecase / a cura di/edited by Laura Lazzaroni; con testi di/with texts by David Chipperfield, Claudio Caramel, Tobia Scarpa. - Milano: Electa, [2006].  - [ISBN] 978-88-370-4811-2.

### Pubblicazioni
Di seguito un elenco parziale di pubblicazioni su libri, periodici, quotidiani
- "Sequenze verticali (PD)" di Claudio Caramel, in Nuove abitazioni in Italia / a cura di Silvio San Pietro; testi di Marco Casamonti. - Milano: L'archivolto, 1993. - 236 p.: ill.; 31 cm. - (Nuovi ambienti italiani) - [ISBN] 88-7685-056-2. - [BNI] 94-8197.
- Antica Persepolis e Trendy (PD), pagg. 104 - 108,  in Nuovi negozi in Italia 2 / a cura di Silvio San Pietro; testi di Paola Gallo; fotografie di Studio Azzurro - Milano: L'Archivolto, 1994. - 258 p ill; 31 cm. - (Nuovi ambienti italiani) - [ISBN] 88-7685-069-4.
- "Spazi in verticale, Padova", in Nuove Abitazioni in Italia, Silvio San Pietro e Matteo Vercelloni, volume 2, pagg.30-36, Edizioni L'archivolto Milano, 1995 [ISBN] 88-7685-075-9
- "La Provincia alla riscossa" il design nel Veneto di V.Briatore in Modo n. 135, ottobre 1991
- "La torre di via Giotto a Padova" Iginio Cappai Piero Mainardis Claudio Caramel, in Architetti Veneti, Edizioni Biblioteca dell'Immagine, 1995
- International design review, industrial architectural and interior design, Action group editore, 1996
- L'exaltation des sense, di Cristina Morozzi in INTRAMUROS n. 71, aprile maggio 1998
- I luoghi del caffè, "Una case history vincente", a cura di Silvana Annichiarico, MODO-Lavazza, Editoriale Modo Editore, 1999
- New shops in Italy 4 / edited by Silvio San Pietro; texts by Paola Gallo. - Milano : L'Archivolto, 2001. - 241 p. ; 30 cm. - (Best interiors selection).) - Testo anche in inglese.. - [ISBN] 88-7685-129-1.
- Enzo Biffi Gentili: "Modo-Lavazza, una relazione tendenziosa", in Modo (periodico) n. 196, marzo/aprile 1999, Editoriale MODO Milano
- Renovated houses / a cura di Silvio San Pietro; testi di Paola Gallo. - Milano: L'archivolto, 1999. - 233 p. : ill. ; 30 cm. - (Nuovi ambienti italiani) - [ISBN] 88-7685-107-0.
- Il Design in Italia dell'arredamento domestico, "Claudio Caramel", Giuliana Gramigna e Paola Biondi, Umberto Alleandi edizioni, 1999
- Katrin Cosseta "Un magazzino si trasforma in abitazione", in Interni Annual , Casa 2000, Electa editrice
- "Restyling, meraviglie e miserie del progetto contemporaneo" di Virginio Briatore con Map e Random, Castelvecchi Editori. pagg 60/62, 2000
- New restaurants in Italy / a cura di Silvio San Pietro; testi di Paola Gallo. - Milano: L'archivolto, 2001. - 240 p.: in gran parte ill.; 31 cm. - (Nuovi ambienti italiani) - [ISBN] 88-7685-116-X.
- "Claudio Palmi Caramel a Padova,la palazzina per uffici razionalizza l'intero complesso industriale esistente", Maria Grazia Zunino, in ABITARE n. 407, giugno 2001, Editrice Abitare Segesta spa, Milano
- "Un progettista di razza", Lidia Prandi, in BOX n. 18, marzo 2001
- Bathrooms: bagni / Silvio San Pietro, Paola Gallo. - Milano : L'Archivolto, 2002. - 240 p. : ill. ; 31 cm.. - [ISBN] 88-7685-120-8.
- Piccoli Loft, "Casa Sampaoli" di Claudio Caramel Loft pubblications e HBI, 2003 [IT\ICCU\MIL\0593077]
- Small Loft, "Sampaoli House", di Claudio Caramel, Loft pubblications e HBI, 2004 [IT\ICCU\MOD\0913298
- Viviendas remodeladas: “Casa Caneva”, “Casa Rinaldi”, “Casa Sampaoli”, editore Haike Falkenberg ; texto María José Fernández, Marina Ubach] Madrid : H Kliczkowski, c2002 [IT\ICCU\PMI\0002669]
- Restoring a Home in Italy: "A house in Friuli" arch. Claudio Caramel,  Elisabeth Helman Minchili, photo by Simon Mc Bride, Artisan, 2001
- “Intorno al vuoto, Entorno al vacìo”, workshop internazionale di architettura, Padova-Cadiz,Il ridisegno dell’area di Prato della Valle. Settembre 2002
- Casa italiana, "Residenza Sampaoli" di Claudio Caramel, Savigliano: Gribaudo, 2003 Testo - Monografia [IT\ICCU\MOD\0833223]
- "Coppia di geni per mixing glass" Ferran Adrià e Claudio Caramel, in BarGiornale dicembre 2004, editore Agepe srl, Milano
- "All'Interporto il grattacielo più alto di tutto il Triveneto" firmato da Tobia Scarpa e Claudio Palmi Caramel sarà pronto nel 2007, Corriere del Veneto 18 marzo 2004
- "Un foglio di luce" Tobia Scarpa, Claudio Caramel, Giancarlo Turrini, in D La Repubblica delle Donne n. 416, 4 settembre 2004
- "Centro Servizi Interporto di Padova", Matteo Vercelloni, Interni n. 9, settembre 2004, Electa editrice Milano
- "Atelier su misura, il nuovo laboratorio teatrale di Marco Paolini realizzato in un'ex officina su progetto di Claudio Caramel", D spie, D Repubblica delle Donne n. 428, novembre 2004
- "DIemme: il caffè e la sua immagine", in DOMUS n. 869, aprile 2004, Editoriale Domus spa
- "IMM Cologne - Hang - design Claudio Caramel" in Frame n. 44, maggio giugno 2005
- "Alessi mobili Bassano del Grappa", New Shops 8, a cura di Silvio San Pietro e Paola Gallo, edizioni L'Archivolto Milano, 2005
- Oltre il progetto, ricordando, conversando, riflettendo su architettura e design. a cura di Ivana Riggi. Prefazione di Claudio Caramel, Roma, Aracne, 2011 [IT\ICCU\CFI\0805455]
- "Villa con vista", di Marina Cescon in Acciaio Arte Architettura n. 49, marzo 2012
- "Una normale complessità" una villa a Noventa di Claudio Caramel, fotografie di Alessandra Chemollo, D - la Repubblica delle donne n. 780, febbraio 2012
- Lavazza design people, a cura di V. Briatore, Corraini edizioni, 2021[119]
- "Nasce Lavazza design people 1996/2020" elle.com 10/09/2021
- ”Restaurare il contemporaneo?” In Daniele Calabi a cura di E. Svalduz e S. Zaggia pagg 216-225, editore LetteraVentidue, Siracusa, 2024